# 桐さと実
桐 さと実（きり さとみ、10月25日生）は、元宝塚歌劇団・月組の男役で、現在は歌手。大阪府大阪市、東京都立神代高等学校出身。愛称は「カタちゃん」。娘はOSK日本歌劇団第99期生の奏叶はる。

## 略歴
- 1975年、61期生として宝塚歌劇団に入団。月組公演『春の宝塚踊り／ラムール・ア・パリ』[1]で初舞台を踏む。
  - 同期には湖条れいか（元星組トップ娘役）、若葉ひろみ（元花組トップ娘役）、朝香じゅん（元花組2番手男役スター）、箙かおる（元雪組組長、元専科男役）などがいる。宝塚入団時の成績は46人中13位[1]。
- 1976年4月28日[1]、雪組に配属。
- 1980年、『青き薔薇の軍神』の新人公演で初主演を果たす。
- 1982年、東南アジア公演に参加。
- 1983年、月組に組替え。
- 1985年、『ハッピー・エンジェル』でバウホール初主演を果たす。
- 1989年8月29日[1]、『新源氏物語』／『ザ・ドリーマー』の東京公演千秋楽で宝塚歌劇団を退団。
- 退団後は、ディナーショー、コンサート、OG公演など、歌を中心に活動を続けている。

## 宝塚時代の主な舞台出演

### 雪組時代
- 1977年7月、『あかねさす紫の花』新人公演：佐伯連子麻呂（本役：萬あきら）／『ザ・レビュー』
- 1978年4月、『風と共に去りぬ』新人公演：北軍の少尉（本役：真咲佳子）（東宝）
- 1978年6月、『丘の上のジョニー』新人公演：息子トミー（本役：尚すみれ）／『センセーション!』
- 1979年1月、『春風の招待』新人公演：ジェラール（本役：萬あきら）／『ハロー!ホリデー』
- 1979年6月、『アップル・ツリー』（バウ）吟遊詩人
- 1977年7月、『朝霧に消えた人』新人公演：藩主三浦左馬介（本役：麻実れい）／『オールマン・リバー』
- 1979年10月、『愛の飛翔』（バウ）
- 1980年2月、『去りゆきし君がため』新人公演：エンリコ（本役：尚すみれ）
- 1980年4月、『Star the Sunshine!』（バウ）踊る若者
- 1980年10月、『花の舞拍子』／『青き薔薇の軍神』新人公演：フィリップ・デュ・プレシ・ベリエール侯爵（本役：麻実れい） ＊新人公演初主演
- 1981年5月、『彷徨のレクイエム』セレーニン、新人公演：オリオン／フェリックス（本役：麻実れい）＊新人公演主演
- 1981年9月、『暁のロンバルディア』（バウ）クレマン
- 1981年11月、『かもめ翔ぶ海』島田鉱二郎、新人公演：島田悠太郎（本役：麻実れい）＊新人公演主演／『サン・オリエント・サン』
- 1982年5月、『ジャワの踊り子』サレー
- 1982年9月、『愛の飛翔Ⅱ』（バウ）
- 1982年12月、『ザ・タカラヅカ』（東南アジア公演）
- 1983年3月、『パリ変奏曲』パック軍曹／『ゴールデン・ドリーム』（東宝）

### 月組時代
- 1983年6月、『恋と十手と千両箱』（バウ）池野源十郎
- 1983年11月、『翔んでアラビアンナイト』アラベスク・ガイ①／『ハート・ジャック』
- 1984年1月、『夜霧のモンパルナス』（バウ）ズボロフスキー
- 1984年5月、『沈丁花の花道』没頭弥九郎／『ザ・レビューⅡ』
- 1984年9月、『I am What I am』（東京特別・中日）
- 1984年11月、『ガイズ&ドールズ』ハリー・ザ・ホー
- 1985年1月、『ハッピー・エンジェル』（バウ）カータ ＊バウホール初主演
- 1985年5月、『二都物語』ストライバー／『ヒート・ウエーブ』
- 1985年9月、『スウィート・リトル・ロックンロール』（バウ）ロバート ＊バウホール主演
- 1985年11月、『ときめきの花の伝説』クローディオ・ジロッティ侯爵／『ザ・スィング』
- 1986年5月、『百花扇』／『哀愁』ジョン・ヘイズ大佐
- 1986年11月、『パリ、それは悲しみのソナタ』ロベール・エンリコ／『ラ・ノスタルジー』
- 1987年1月、『スウォード・フラッシュ!』（バウ・東京特別・中日）
- 1987年5月、『ME AND MY GIRL』ジェラルド・ボリングブローク
- 1988年1月、『リラの壁の囚人たち』（バウ・東京特別・名古屋特別）レーモン・ルビック
- 1988年5月、『南の哀愁』ジョデファ／『ビバ!シバ!』
- 1988年7月、『永遠物語』（バウ）敏雄（壮年期）
- 1988年11月、『恋と霧笛と銀時計』秋庭道隆／『レインボー・シャワー』
- 1989年1月、『心中・恋の大和路』（バウ）丹波屋八右衛門
- 1989年5月、『新源氏物語』頭中将／『ザ・ドリーマー』 ＊退団公演

## 宝塚歌劇団退団後の主な出演

### 舞台
- 『西遊記』三蔵法師　（2009年）
- 『バラに願いを』 エーディト・フランク　（2011年）